# Tepeyanco
Tepeyanco è una città dello stato di Tlaxcala, nel Messico centrale, capoluogo della omonima municipalità.
La municipalità conta 11.048 abitanti (2010) e ha un'estensione di 16,58 km².